# Conrad Ermisch

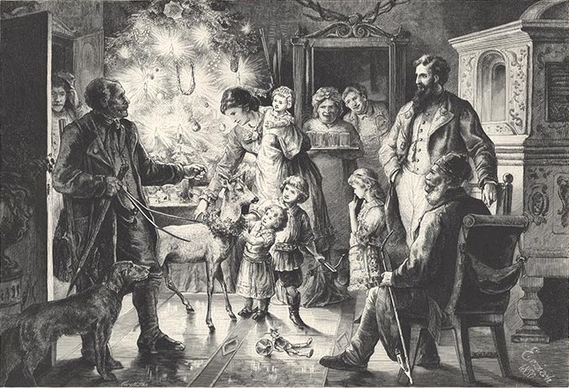
Weihnachtsbild 1881

Conrad Georg Ermisch (* 1855 in Aschersleben; † 29. Oktober 1888 in Dresden) war ein deutscher Illustrator sowie Genre- und Historienmaler.
Geboren als Sohn eines Proviantmeisters, Ermisch studierte zunächst am Städelschen Kunstinstitut in Frankfurt am Main bei Edward von Steinle, seit dem 1. November 1872 an der Antikenklasse der Königlichen Akademie der Bildenden Künste in München und danach in Weimar. Seit 1877 war Ermisch in Dresden als Illustrator für Prachtwerke und Zeitschriften tätig.